# Дейл Сити
Дейл сити (на английски: Dale City) е град в щата Вирджиния, окръг Принц Уилям, САЩ. Населението му е 65 969 жители (по преброяване от 2010 г.). Намира се на площ от 39 km². Градът е идея на занимаващия се с недвижими имущества предприемач Сесил Дон Хилтън.
43,4% от населението е бяло, 21,06% – чернокожо, 0,2% индианци, 11,22% азиатци, останалите от други раси.
Улици с надставка дейл тук: Ashdale, Birchdale, Barksdale, Cherrydale, Cloverdale, Darbydale, Evansdale, Forestdale, Glendale, Hillendale, Kerrydale, Lindendale, Mapledale, Nottingdale, Oakdale, Princedale, Queensdale, Ridgedale, Silverdale, and Trentdale.
ВНИМАНИЕ:Това са само улици който кръстосват Дейл Булевард – най-важния път на Дейл Сити.
Хилтон:
Сесил Дон Хилтон:Е бил предприемач в северен Дейл Сити, сега на него име има училище:
Сесил Дон ХИЛТЪН сениор хай скул:
Хилтон Булдогс:Е американски-футболен отбор на Хилтон Хай-СКУЛ
Хилтън Футбол:Хилтън Сокър Тиим,
Хилтън мъжоретки, Хилтон Тенис, Хилтън Хокей и Лека Атлетика
други училища:
Форест Парк ХС
Хилтън ХС
Саундърс МС
Бел Ейр Естс МС
МкАулиф ЕС
Керидейл ЕС
Минивил ЕС
Роза Паркс ЕС
Спригс ПС (ПРЕ СКУЛ)